# Стадіон Першого травня
Стадіон Першого травня (кор. 릉라도 5월1일경기장) — багатофункціональний стадіон у місті Пхеньян, КНДР. Це другий за місткістю найбільший у світі стадіон з місткістю 150000 осіб та загальною площею 207000 м².

## Опис
Особливістю стадіону є шістнадцять арок, що утворюють кільце, яке по формі нагадує цвіт магнолії. Арена використовується для домашніх матчів збірної КНДР, проте найголовніше її призначення — проведення фестивалю Аріран.
Стадіон розташований на острові Ниннадо, що на річці Тедонган.
Стадіон відкрито 1 травня 1989 року для проведення XIII Всесвітнього фестивалю молоді та студентів, який проводився у Пхеньяні з 1 по 8 липня 1989 року.

## Галерея

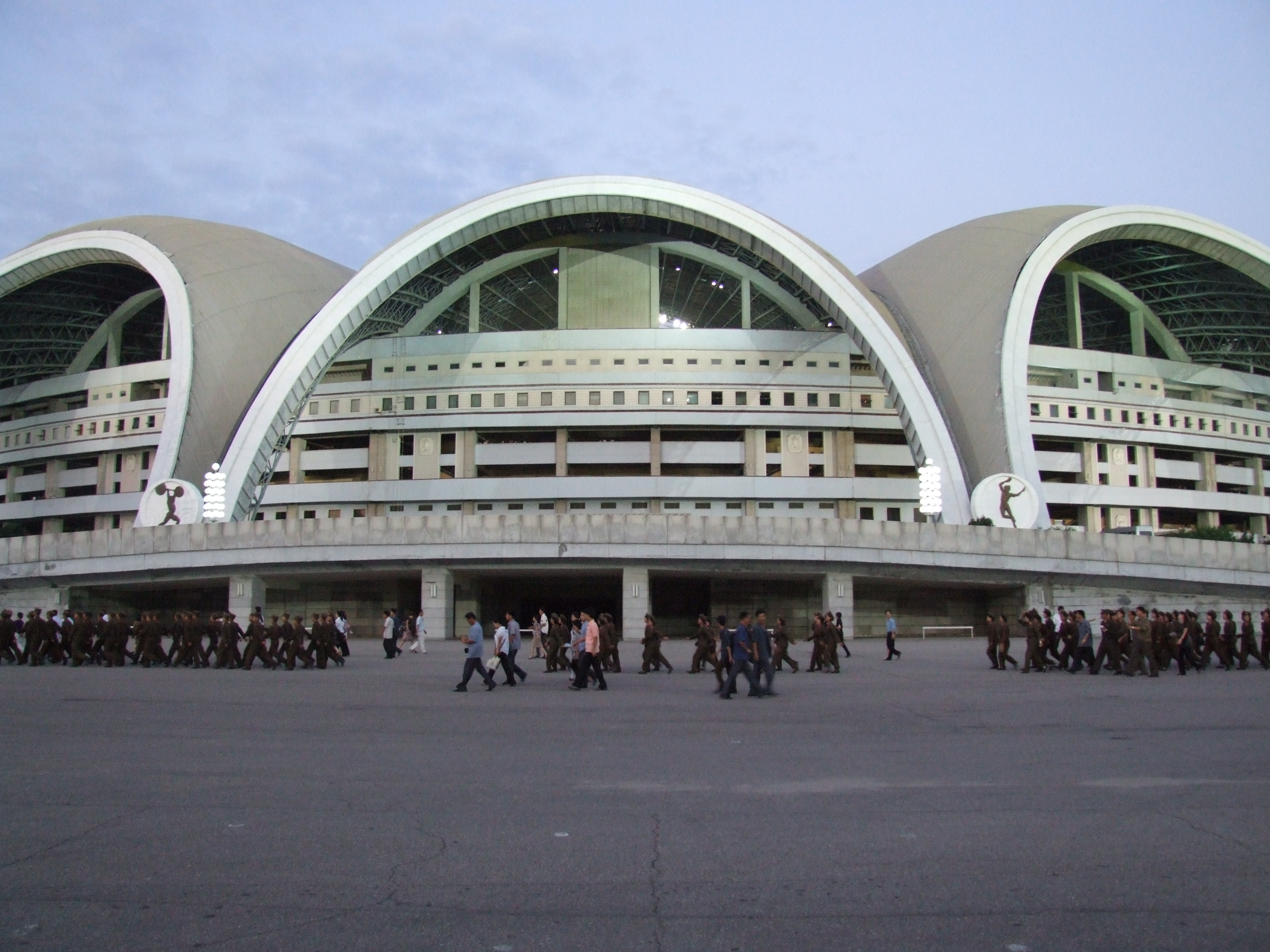
Зовнішній вигляд стадіону.
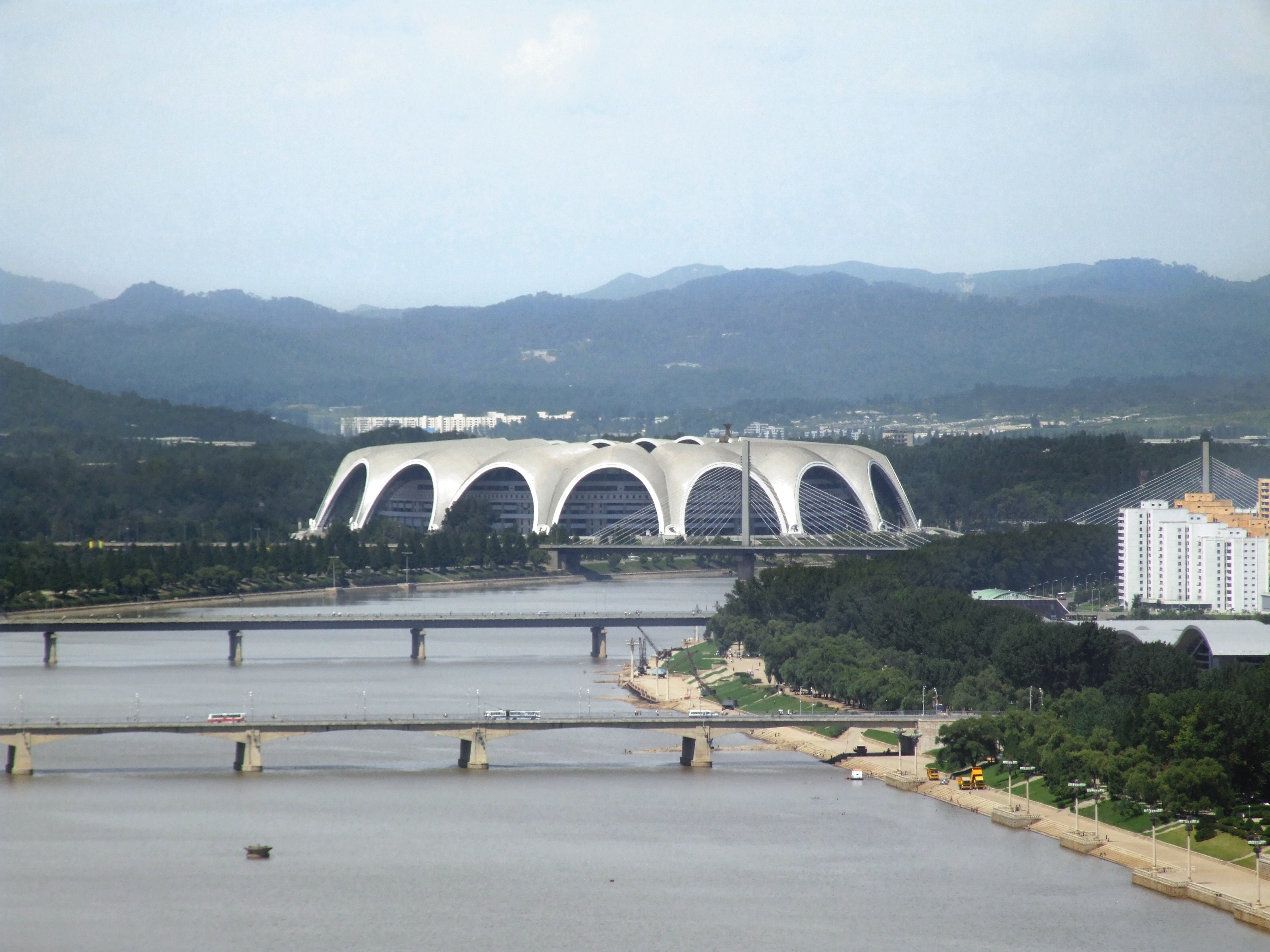
Вид з готелю Yanggakdo International Hotel на річку Тедонган та стадіон Першого травня.
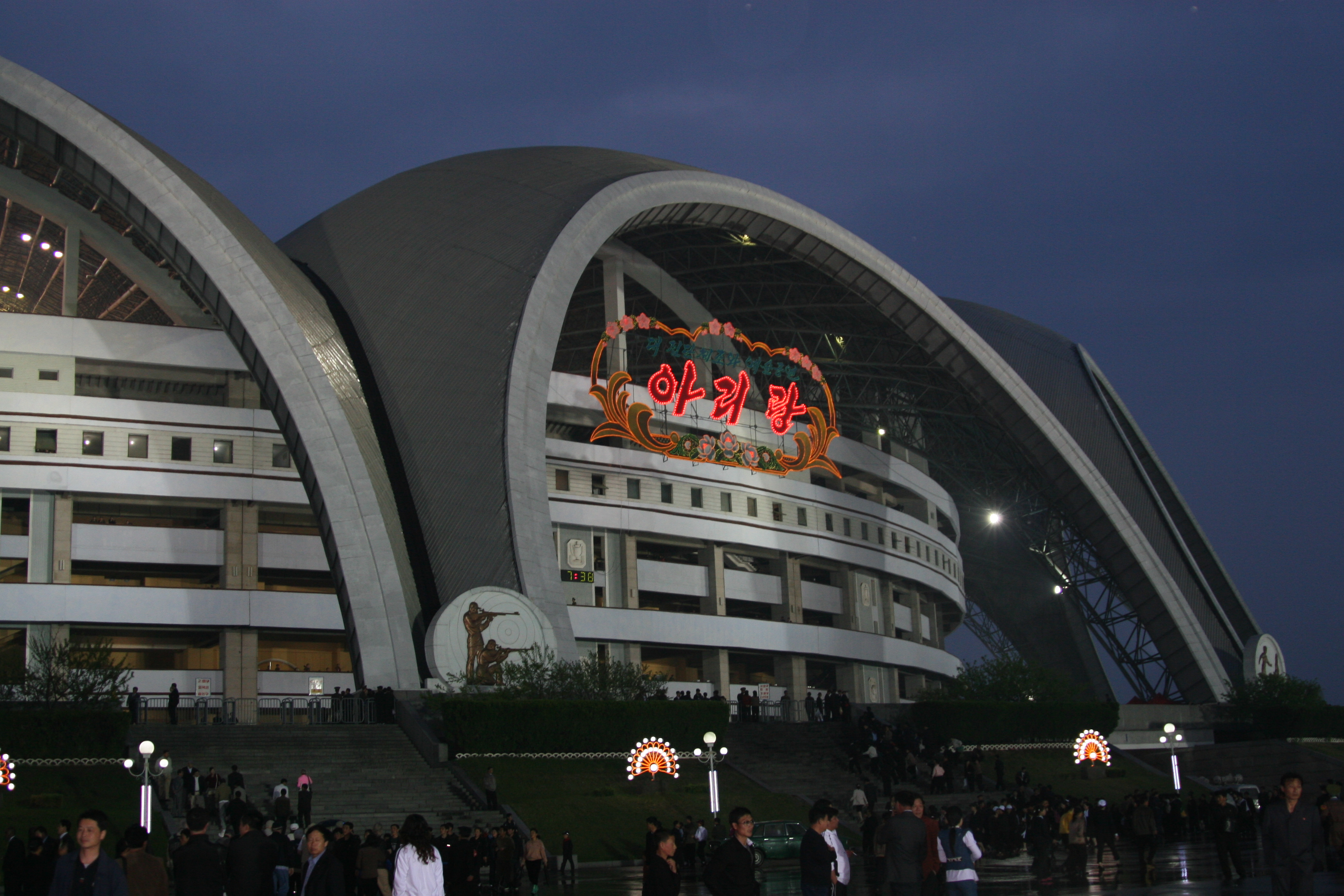
Вечірній вигляд стадіону.
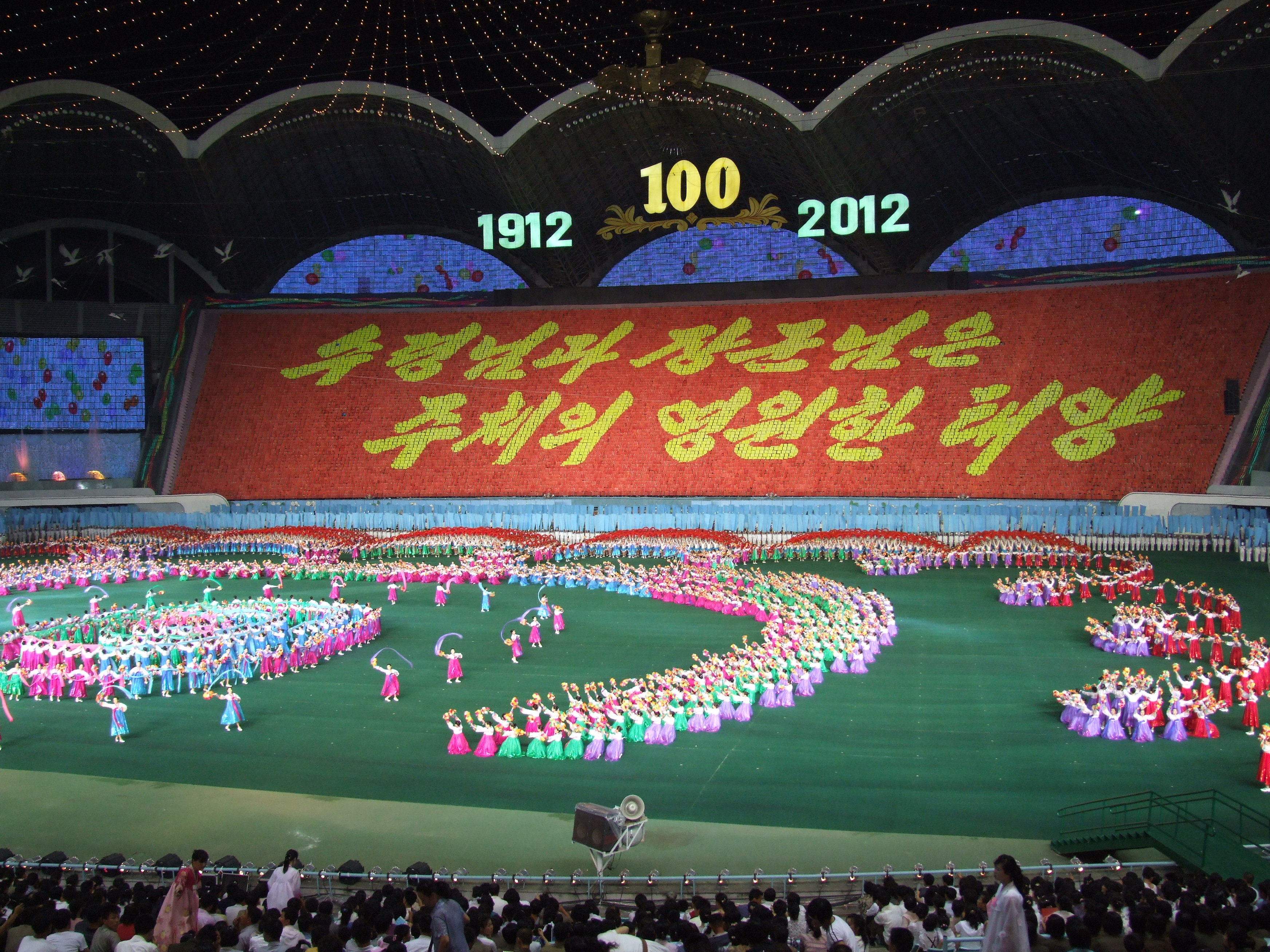
Масові ігри Аріранг з нагоди 100-річного ювілею від дня народження Кім Ір Сена. 2012 рік.
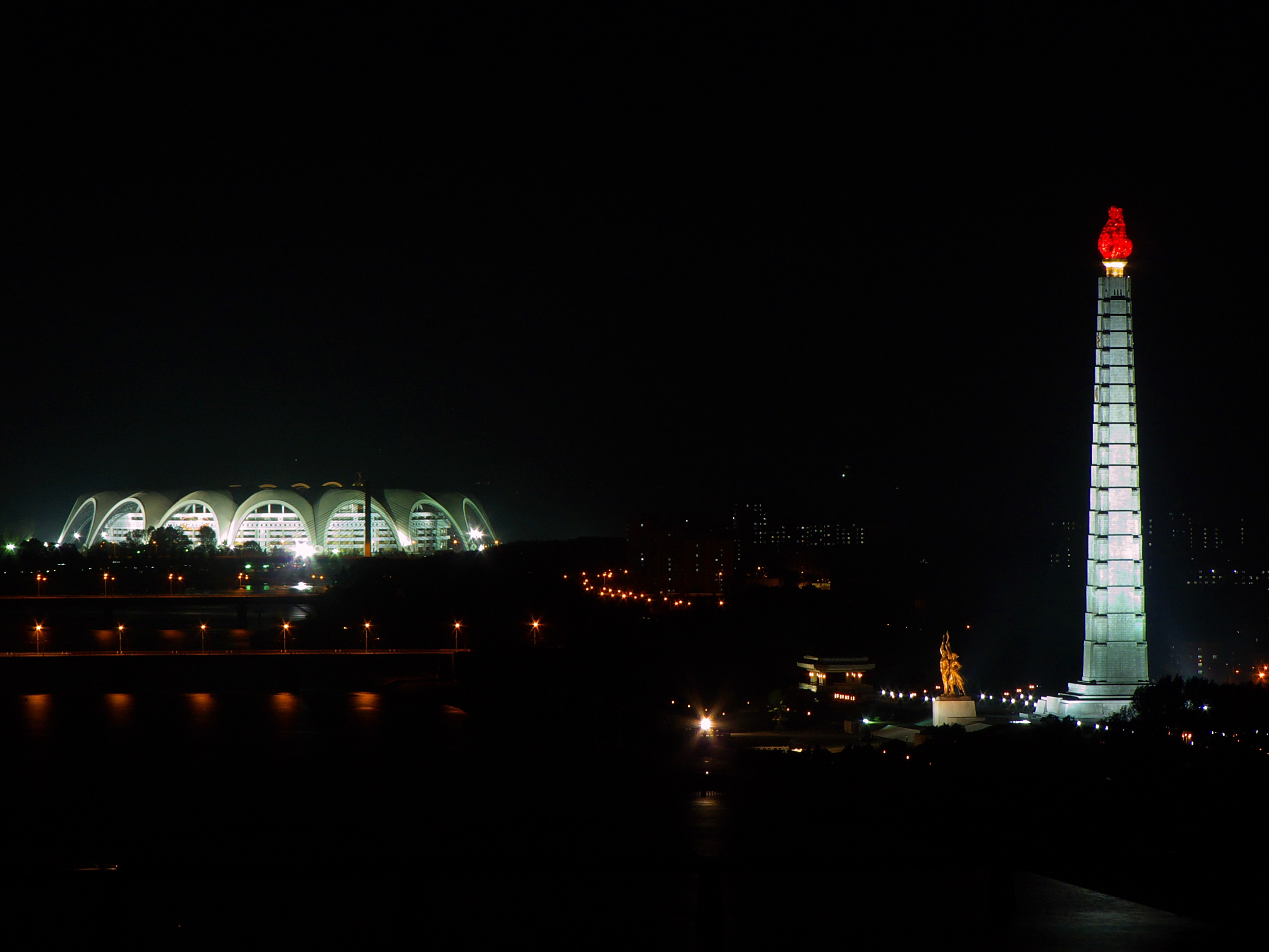
Вид на стадіон та монумент ідеям Чучхе.